# Невимірна множина
Невимірна множина — множина, для якої не існує міри Лебега.

## Приклади
- множина Віталі;
- множини, визначені в парадоксі Хаусдорфа, парадоксі Банаха — Тарського.

Побудова таких невимірних множин завжди опирається на аксіому вибору.